# 570-talet f.Kr.

## Händelser
- 578 f.Kr. – Servius Tullius efterträder den mördade Lucius Tarquinius Priscus som Roms sjätte kung (traditionellt datum).[1]
- 575 f.Kr.
  - Ishtarporten i Babylonien står runt den här tiden klar.[1]
  - Knidos, enligt Herodotos grundare av Sparta, är med i kolonisationen av staden Lipara.[1]
  - Området för Forum Romanum börjar torrläggas.[1]
- 573 f.Kr.
  - Nebukadnessar II intar feniciska staden Tyros efter 13 års belägring.[1]
  - Nemeanska spelen i Nemeadalen på norra Peloponnes blir panhellenska och avgörs vartannat år. (traditionellt datum).[1]
  - Baal II blir kung av Tyros.
- 571 f.Kr. – Zhou ling wang blir kung av den kinesiska Zhoudynastin.
- 570 f.Kr.
  - Amasis II efterträder Apries som farao av Egypten.[2]
  - Phalaris blir regerng för städerna Akragas och Gela på Sicilien.[2]
  - Battos II:s Kyrene försvarar sig från anfall från Egypten.[2]

## Födda
- 572 f.Kr. – Anacreon, poet från Teos.[1]

## Avlidna
- 578 f.Kr. – Lucius Tarquinius Priscus, romersk kung.[1]
- 572 f.Kr. – Zhou jian wang, kung av den kinesiska Zhoudynastin.
- 572 f.Kr. – Kleisthenes, son till Megakles och Agarist[2]
- 570 f.Kr.
  - Pittakos från Mytilene, en av Greklands sju vise män.[2]
  - Lao Tzu, kinesisk filosof.[2]

### Fotnoter
1. 1 2 3 4 5 6 7 8  ”För 100 generationer sedan”. juli 1996-januari 2000. http://www.werbeka.com/bibliote/500tal/580bc.htm. Läst 18 juli 2011.
2. 1 2 3 4 5 6  ”För 100 generationer sedan”. juni 1996-januari 2000. http://www.werbeka.com/bibliote/500tal/570bc.htm. Läst 18 juli 2011.